# Obwód Montana
Obwód Montana (bułg. Област Монтана) – jedna z 28 jednostek administracyjnych Bułgarii, położona w północno-zachodniej części kraju. Graniczy z obwodami: sofijskim, Widyń i Wraca oraz z Rumunią i Serbią.

## Skład etniczny
W obwodzie żyje 182 258	ludzi, z tego 157 507 Bułgarów (86,41%), 235 Turków (0,12%), 22 784 Romów (12,50%), oraz 1 732 osób innej narodowości (0,95%). (http://www.nsi.bg/Census_e/Census_e.htm)

## Ośrodki gminne
(w nawiasach nazwy w języku bułgarskim)
- Berkowica (Берковица) – Gmina Berkowica
- Bojczinowci (Бойчиновци) – Gmina Bojczinowci
- Brusarci (Брусарци) – Gmina Brusarci
- Cziprowci (Чипровци) – Gmina Cziprowci
- Georgi Damjanowo (Георги Дамяново) – Gmina Georgi Damjanowo
- Jakimowo (Якимово) – Gmina Jakimowo
- Łom (Лом) – Gmina Łom
- Medkowec (Медковец) – Gmina Medkowec
- Montana (Монтана) – Gmina Montana
- Wyłczedrym (Вълчедръм) – Gmina Wyłczedrym
- Wyrszec (Вършец) – Gmina Wyrszec

## Rzeki
Północną granicą obwodu jest rzeka Dunaj. Na terenie obwodu płyną dopływy Dunaju – rzeki Łom i Cibrica.